# Ньюскул (тату)

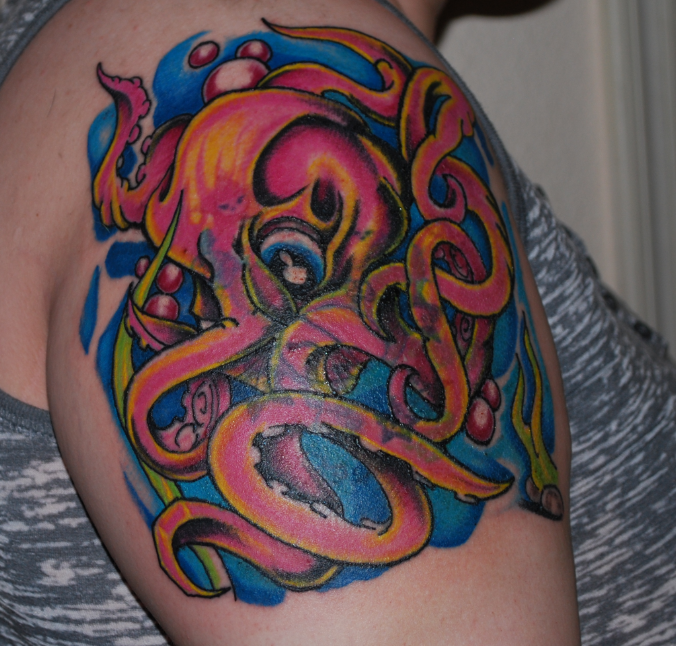
Татуировка на руке осьминог, сделанная в стиле Нью скул

New school (с англ. — «Новая школа») — это стиль татуировки, возникший в 1970-м году под влиянием стиля олдскул в США.  Отличительной особенностью Нью Скул являются явные контуры, яркие цвета и стилизация изображения. Нью Скул — это переходный стиль между Олд Скулом и Нео Традишеналом. В отличие от Олд Скула, в этом стиле присутствуют как толстые, так и тонкие контура, цветовые растяжки и динамика композиции.

## Происхождение
Существует несколько версий происхождения стиля Нью Скул в татуировке. Некоторые считают, что стиль возник в Калифорнии в 1970-х годах. Тату-художники начали экспериментировать с различным дизайном, и если раньше в татуировке изображения были реалистичными и простыми, то с появлением стиля Нью Скул они стали более яркими, символичными и красивыми. Художники начали использовать изображения знаменитых людей, героев фильмов и мультиков.
Также есть версия, что этот стиль возник в 1980-х годах и основателем стиля Нью Скул в татуировке был Маркус Пачеко — художник, дизайнер и иллюстратор.

## Характеристики
Главными элементами Нью Скул татуировки является проявление как можно большей фантазии, юмора и абстракции. Нью Скул включает в себя множество различных стилей татуировки, таких как Олд Скул, Ориентал и Фолк Арт. Больше всего этот стиль похож на Олд Скул, поскольку для обоих стилей характерны контуры, но в отличие от ограниченной палитры Олд Скула, Нью скул использует диапазон ярких, сочных цветов.   Этот стиль не имеет каких-то жёстких ограничений, а иногда даже немножко философский.
При нанесении такой татуировки главным критерием качества являются идеальные контуры, чувство цвета и плотный окрас. Интересной особенностью этого стиля является то, что татуировки смотрятся хорошо вне зависимости от их размера и расположения, а также отлично вписываются в физиологию человека. Этот стиль привлекает многих своей яркостью и броскостью, однако больше всего он подходит для экстравагантных, уверенных в себе людей.

## Изменения в тату-сообществе
Новая школа также считается переходным этапом в отношении художников к обмену информацией о своей работе и методах.  Искусство старых школьных татуировок часто защищалось художниками в течение 1970-х и 1980-х годов из-за боязни потерять бизнес и приобрести конкурентов. Тем не менее, это также означало, что инновация была задушена в сообществе татуировки. Новые художники были более открыты и продвигали новые методы татуировки, а также объясняли, в чём разница между старыми и новыми татуировками; В связи с изменением стиля, некоторые старые мастера отмечают, что «татуировка потеряла часть своего очарования», в то время как новые мастера татуировки считают эту открытость прогрессивной.

## Сноски
1. ↑  Miller, Jean-Chris. The body art book: a complete, illustrated guide to tattoos, piercings, and other body modifications (англ.). — Berkley trade pbk.. — New York: Berkley Books[англ.], 1997. — P. 61. — ISBN 042515985X.
2. ↑  Reardon, John. The complete idiot's guide to getting a tattoo (англ.). — Indianapolis, IN: Alpha Books[англ.], 2008. — P. 44—45. — ISBN 1592577253.
3. ↑  DeMello, Margo. Inked: Tattoos and Body Art around the World (англ.). — ABC-CLIO, 2014. — P. 476. — ISBN 1610690761.
4. ↑  Фолк Арт - народное искусство. . В отличие от изобразительного искусства народное искусство в основном утилитарно и декоративно, а не чисто эстетично.
5. ↑  Tattoos by Scotty Munster. Inked Magazine. Quadra Media. Дата обращения: 1 октября 2014. Архивировано 19 сентября 2014 года.
6. ↑  Levy, Janey. Tattoos in modern society (неопр.). — 1st. — New York: The Rosen Publishing Group[англ.], 2009. — С. 41. — ISBN 1404218297.
7. ↑  Green, Terisa. Category Tattoo Index // The Tattoo Encyclopedia (неопр.). — Simon and Schuster, 2012. — ISBN 1471108619.